# Штрпци
Штрпци су насељено мјесто у општини Рудо, Република Српска, БиХ. Према попису становништва из 2013. у насељу је живјело 284 становника.

## Географија
Налазе се на прузи Београд — Бар и регионалном путном правцу R-449 Увац — Добрун. Овде се налази Железничка станица Штрпци. Кроз Штрпце протиче река Увац и његова притока Буковица.
Мјесној заједници Штрпци припадају насељена мјеста:
- Бјелушине
- Бован
- Горња Ријека
- Доња Ријека
- Зубач
- Плема

Са источне стране Штрпци су наслоњени на границу са Републиком Србијом, односно општинама Прибој и Чајетина

## Историја
У Штрпцима је 1907. године основана прва земљорадничка задруга у аустроугарској провинцији Босни и Херцеговини, гдје се и данас налази зграда Задруге. Током рата у БиХ, 27. фебруара 1993. године почињена је отмица у Штрпцима, када су припадници српских паравојних јединица отели групу путника из воза на релацији Београд–Бар (18 Бошњака и један Хрват) који су потом ликвидирани.

## Култура
Храм Српске православне цркве је посвећен Рођењу пресвете Богородице. Изграђен је 1908.

## Образовање
У Штрпцима постоји деветогодишња Основна школа „Бошко Буха“, којој припадају и подручне школе у Миочу, Увцу, Мокронозима, Оскоруши и Будимлији.

## Споменици
У насељу се налази споменик Краљу Петру I Ослободиоцу са спомен-костурницом српским борцима из Штрбаца страдалим у Првом свјетском рату.

## Становништво
| Националност       | 2013. | 1991. | 1981. | 1971. | 1961. |
| Срби               |       | 290   | 130   |       |       |
| Југословени        |       | 10    | 1     |       |       |
| Црногорци          |       |       | 11    |       |       |
| Муслимани          |       | 4     |       |       |       |
| остали и непознато |       | 4     |       |       |       |
| Укупно             | 284   | 308   | 142   | '     | '     |

| Демографија | Демографија | Демографија |
| Година      | Становника  | Становника  |
| ----------- | ----------- | ----------- |
| 1961.       | 85          |             |
| 1971.       | 122         |             |
| 1981.       | 142         |             |
| 1991.       | 308         |             |
| 2013.       | 284         |             |